# Homopliopsis madacassa
Homopliopsis madacassa är en skalbaggsart som beskrevs av Karl Wilhelm von Dalla Torre 1912.
Homopliopsis madacassa ingår i släktet Homopliopsis och familjen Melolonthidae. Inga underarter finns listade i Catalogue of Life.